# Historia Belgii
Historia Belgii – w starożytności tereny obecnej Belgii były zamieszkałe przez Celtów pod panowaniem Rzymian. Okres średniowiecza przypadał na panowanie Franków i królestwo Brabancji. Niepodległa Belgia powstała po wygranym w 1830 roku powstaniu. W okresie obydwu wojen światowych znajdowała się pod okupacją niemiecką. Obecnie jest monarchią konstytucyjną na czele której stoi król.

## Prehistoria
Pierwsze ślady ludzkiej obecności na terenie dzisiejszej Belgii pochodzą z okresu paleolitu. Według wykopalisk w jaskini Spy ziemie były zamieszkiwane wówczas przez neandertalczyków. Człowiek z gatunku Homo sapiens osiedlił się na tych terenach pod koniec paleolitu. Były to plemiona wysoko zorganizowane społecznie. Około roku 2300 p.n.e. na tereny te przybyli nowi mieszkańcy. Ich szczątki znaleziono w Spiennes (Hainaut). Kolejne ludy m.in. z Wysp Brytyjskich pojawiły się na ziemiach belgijskich około 1600 p.n.e. Kolejnym etapem postępu ludów było wprowadzenie żelaza.

## Starożytność
W starożytności tereny dzisiejszej Belgii były zamieszkane przez plemiona celtyckie (osiedlili się tu m.in. Nerwiowie i Eburonowie). W 57 r. p.n.e. w toku wojen galijskich ziemie zostały podbite przez Rzymian pod wodzą Juliusza Cezara; Celtowie zostali wybici, sprzedani w niewolę bądź podporządkowani i zromanizowani.
W latach 30–14 p.n.e. na terenach Belgii wprowadzono nową administrację – w ramach prowincji Gallia Belgica.
Od III wieku n.e. następowała chrystianizacja terenów Belgii. W 407 podbój ziem zapoczątkowali Frankowie saliccy. W 550 panowali nad całą Galią germańską.

## Panowanie Franków
W 555 po śmierci Chlodwiga jego syn Chlotar I zebrał należące do niego ziemie. Jego synowie ponownie dokonali podziału ziem na Neustrię i Austrazję.
Na początku VII w. Dagobert I na krótko zjednoczył ziemie belgijskie. Po jego śmierci nastąpił dalszy rozpad państwa.
Od kraju oderwały się Prowansja, Burgundia. oraz tereny dzisiejszej Belgii (oprócz Flandrii). W 925 roku na mocy drugiego układu z Verdun terytorium Belgii zostało podzielone między państwa leżące nad rzeką Skaldą. W tym samym czasie postępowała również chrystianizacja kraju.

## Belgia średniowieczna i nowożytna
Od XII wieku na terytoriach dzisiejszej Belgii istniało księstwo Brabancji. Brabancją rządziły różne dynastie, jednak samorządność księstwa gwarantował przywilej stanowy z 1356 roku – Joyeuse Entrée. W 1430 Brabancja przeszła pod panowanie książąt Burgundii. W okresie XII-XVI wieku nastąpił rozkwit gospodarczy. Pod panowaniem dynastii Habsburgów od 1477 (od 1556 ich linii hiszpańskiej). Od 1713 pod panowaniem austriackim.
Odwołanie przez cesarza Józefa II Joyeuse Entrée w 1789 spowodowało wybuch powstania antyaustriackiego, które trwało do 1791. W jego wyniku zostały przejściowo utworzone Zjednoczone Stany Belgijskie. W latach 1795–1814 Belgia została wcielona do Francji, a po upadku Napoleona, na mocy postanowień kongresu wiedeńskiego (1815) połączono ją z Holandią w Królestwo Zjednoczonych Niderlandów, w którym jednak to Holendrzy zdobyli przewagę.

## Królestwo Belgii
W połowie sierpnia 1830 roku Belgowie zorganizowali antyholenderskie powstanie, które zakończyło się proklamacją niepodległości Belgii 4 października 1830 roku.
Decyzję o niepodległości potwierdzono na przełomie 1830/1831 r. na konferencji londyńskiej. W lutym 1831 roku uchwalono konstytucję oraz wybrano króla. Oficjalnie niepodległość Belgii została potwierdzona w 1839 układem londyńskim. W kwietniu 1840 powstał pierwszy liberalny rząd na czele z Josephem Lebeau.
W latach 1908–1960 Kongo było kolonią belgijską.
W 1914 sierpniu roku Belgia została zajęta przez Niemcy. W ciągu kilku dni jej terytorium znalazło się pod okupacją niemiecką. W 1919 roku na mocy traktatu wersalskiego przyłączono okręgi Eupen i Malmédy. W 1920 Belgia zawarła obronny sojusz wojskowy z Francją. W 1928 została jednym z sygnatariuszy paktu Brianda Kelloga. W 1936 sprzeciwiała się remilitaryzacji Nadrenii.
Do 1940 roku Belgia pozostawała neutralna. 10 maja 1940 kraj został zaatakowany przez III Rzeszę. 27 maja 1940 miała miejsce kapitulacja króla Leopolda III, natomiast rząd wyemigrował do Londynu.
We wrześniu 1944 rozszerzyła unię ekonomiczną z Luksemburgiem na Holandię. Po zakończeniu II wojny światowej Belgia została jednym z państw sygnatariuszy porozumień międzynarodowych. W 1948 została sygnatariuszem paktu brukselskiego. Trzy lata później przystąpiła do Europejskiej Wspólnoty Węgla i Stali. W 1958 roku była jednym z krajów tworzących Europejski Wspólny Rynek (EWG).
W 1948 zawarła unię celną, a w 1960 gospodarczą z Holandią i Luksemburgiem (Beneluks). W latach pięćdziesiątych nastąpiło zaognienie stosunków między wspólnotami walońską i flamandzką na tle językowym
W latach 1960–1962 niepodległość uzyskały belgijskie kolonie w Afryce. W 1963 wszedł w życie podział Belgii na strefy językowe (flamandzką, walońską i dwujęzyczną Brukselę).
Miały miejsce liczne konflikty między wspólnotami narodowościowymi: walońską (francuskojęzyczną) i flamandzką. W 1963 nastąpił podział Belgii na strefy językowe, natomiast w 1980 r. jej regionalizacja na Flandrię i Walonię (Bruksela dwujęzyczna, status nieustalony).
Nowy rząd koalicyjny w celu rozwiązania konfliktu językowego doprowadził do uchwalenia 1970–1971 zmian w konstytucji oraz ustaw dotyczących decentralizacji gospodarczej i kulturalnej, wolności wyboru języka nauczania w Brukseli. W tym samym czasie utrwaliło się zjawisko podziału partii politycznych według kryterium językowego.
W 1988 parlament belgijski podjął decyzję o sukcesywnych zmianach konstytucji, umożliwiających przekazanie przez rząd centralny wielu kompetencji władzom regionalnym Flandrii, Walonii, a także Brukseli.
Federacyjny ustój został usankcjonowany poprawką do konstytucji z 6 lutego 1993.
System wielopartyjny, główne partie: społeczno-chrześcijańska, socjalistyczna i liberalna (podzielone według kryteriów językowych), rządy koalicyjne. Obecnym władcą kraju jest król Filip I, który objął władzę 21 lipca 2013 roku po abdykacji swojego ojca, ówczesnego króla Alberta II.
Obecnie Belgia jest członkiem ONZ (od 1945), NATO (od 1949), EWG (od 1958), Beneluksu (od 1960), oraz Unii Europejskiej (od 1993).